# Ґазіабад (округ)
Ґазіабад (гінді गाजियाबाद जिला, урду غازی آباد ضلع, англ. Ghaziabad district) — округ індійського штату Уттар-Прадеш в межах Національного столичного регіону із центром у місті Ґазіабад. Округ є одним з головних промислових центрів штату. Він був утворений відділенням від округу Мірут 14 листопада 1976 року.

## Ресурси Інтернету
- Ghaziabad district [Архівовано 30 листопада 2009 у Wayback Machine.] Maps of India
- Ghaziabad district UP Online

| Індія | Це незавершена стаття з географії Індії. Ви можете допомогти проєкту, виправивши або дописавши її. |